# Histoire des Juifs à La Réunion
L'histoire des Juifs en tant que communauté organisée à La Réunion commence dans les années 1970, dans le cadre du multiethnisme et du multiculturalisme particulier à cette île.